# FC St. Pauli
FC St. Pauli is een sportclub uit Hamburg, die vooral bekend is als cultclub in het betaald voetbal. De aanhang van deze ploeg afficheert zich als links, grossiert in antifascisme en staat bekend om haar tolerantie en gemoedelijke sfeer. Symbool van deze rebelse houding is de piratenvlag met doodshoofd, de Jolly Roger.
De thuisbasis, het Millerntor-stadion, bevindt zich in het deel van de wijk St. Pauli dat van oudsher der Kiez wordt genoemd. St. Pauli dankt daaraan de bijnaam die Kiezkicker.

## Afdelingen
De voetbalafdeling is de bekendste van FC St. Pauli, maar deze bestaat daarnaast uit 18 andere disciplines in de top- en breedtesport. De vereniging telt zo'n 40.000 leden en behoort daarmee tot de vijftien grootste sportverenigingen van Duitsland. De grootste afdeling van de club is de Abteilung Fördernde Mitglieder (AFM), die zich toelegt op het stimuleren van de jeugd, met name op het gebied van voetbal. Andere afdelingen van de club zijn onder andere marathon, wielrennen, kegelen, boksen, darts en rugby.
Deze laatste afdeling, die in 1933 werd opgericht, is die met de grootste successen. De damesafdeling won in 1995, 2000, 2001, 2003, 2005, 2006, 2007 en 2008 het Duitse kampioenschap. De rugbymannen stonden in 1964 in de finale om het Duitse kampioenschap en waren in 1971 medeoprichter van de Bundesliga. In 1991 en 2002 won men de beker en in 1993 en 1994 stonden de rugbyers in de finale.

## Geschiedenis van de voetbalafdeling

### Noord-Duitse bond
Op 1 mei 1862 fuseerden MTV 1862 Hamburg en TV 1860 St. Pauli tot Hamburg-St. Pauli TV 1862. Aanvankelijk was dit enkel een turnvereniging.
In november 1906 ontstond het idee om ook een voetbalafdeling op te richten, die er pas in het voorjaar van 1907 kwam. Voor zover bekend werden er slechts twee vriendschappelijke wedstrijden gespeeld. In seizoen 1907/08 werden er elf wedstrijden gespeeld, voornamelijk tegen clubs die niet aangesloten waren bij de voetbalbond van Hamburg-Altona, of tegen reserveteams van grotere clubs. Zeven van de elf wedstrijden werden gewonnen. Het volgende seizoen kreeg de club zelfs al een reserveteam. In de herfst van 1909 werd de club opgenomen in de Noord-Duitse voetbalbond en mocht de terugronde spelen in de 3a-Klasse Bezirk III, waarin bijna uitsluitend derde elftallen speelden van clubs uit de hoogste klasse. Voor het eerst verliet de club de Hamburgse stadsgrenzen en speelde vriendschappelijke wedstrijden in Cuxhaven en Denemarken.
Ondanks dat de club al drie jaar bezig was werd de voetbalafdeling pas officieel op 15 mei 1910 opgericht. De club mocht in seizoen 1910/11 aantreden in de 1c-Klasse, waarin enkel eerste elftallen speelden. De club beschikte inmiddels over vier elftallen, die nu allen aan de competitie deelnamen. Het vooropgestelde doel, promotie naar de hoogste klasse, werd niet gehaald, en dat liet zijn weerslag na bij de club. Een aantal spelers ging weg en ruilde de club voor andere clubs in. Een van de grootste aderlatingen was in december 1912: van de 230 leden verlieten er 57 de club op één dag. Door het uitbreken van de Eerste Wereldoorlog moesten sommige teams zich terugtrekken uit de competitie wegens spelersgebrek. Als vicekampioen van de 1c-Klasse kon St. Pauli promoveren. In 1916 werd de club kampioen en speelde de eindronde tegen andere kampioen SC Concordia 1907. Deze club had alle twintig competitiewedstrijden gewonnen en had een doelsaldo van 155:13. Na de eerste helft stond St. Pauli verrassend voor met 1:0, maar na de tweede helft stond het 1:4 voor Concordia.
In 1919 promoveerde de club dan eindelijk naar de hoogste klasse, maar werd daar laatste. In 1922 promoveerde de club naar de nieuwe Groot-Hamburgse competitie. Na twee seizoenen werd de voetbalafdeling zelfstandig onder de huidige naam. Dit kwam doordat de Deutsche Turnerschaft besloot dat alle voetbalclubs en turnclubs gescheiden moesten worden. Na een laatste plaats in 1925/26 degradeerde de club. De club keerde na één jaar terug en werd zevende op negen clubs. Normaal volstond dit voor het behoud te verzekeren maar het volgende seizoen brak er revolutie uit in Noord-Duitsland omdat de topclubs vonden dat ze niet genoeg konden doorgroeien door de vele competities. Na één seizoen kwam er opnieuw een competities al werden de reeksen van elf naar zes herleid. Hierdoor degradeerde St. Pauli alsnog. In 1930 promoveerde de club opnieuw en eindigde zesde, met één punt voorsprong op SV St. Pauli 01, die in de begindagen succesvoller was als FC. Ook de volgende twee seizoenen eindigde de club zesde.

### Gauliga
Nadat de NSDAP aan de macht kwam in 1933 werden alle competities in Duitsland ontbonden en vervangen door zestien Gauliga's. Enkel de top vijf van de Groot-Hamburgse competitie plaatste zich voor de Gauliga Nordmark. Na één seizoen promoveerde St. Pauli, maar werd laatste. Na één seizoen promoveerde de club terug en werd nu samen met Holstein Kiel en SC Victoria Hamburg gedeeld tweede achter HSV. Na nog twee vijfde plaatsen volgde een nieuwe degradatie in 1939/40. Door de perikelen in de Tweede Wereldoorlog werd de Gauliga opgesplitst en vanaf 1942 speelde de club in de Gauliga Hamburg. Na twee middenmootplaatsen werd de club derde in 1944/45.

### Oberliga
Na de oorlog werd de Gauliga ontbonden. In het noorden van Duitsland werd teruggegrepen naar de competities van voor 1933 en zo kwam er weer een Hamburgs stadskampioenschap, waar de club vicekampioen werd achter HSV. Het volgende seizoen werd de club zelfs kampioen. In 1947 ging de Oberliga Nord van start als nieuwe hoogste klasse.
In het eerste seizoen eindigde St. Pauli samen met stadsrivaal HSV op de eerste plaats. In de wedstrijd om de titel verloor de club, maar mocht wel naar de eindronde om de landstitel. Dit jaar werd er ook nog een aparte eindronde gespeeld in de Britse bezettingszone die voorafging aan de nationale eindronde. St. Pauli versloeg STV Horst Emscher en Borussia Dortmund en verloor in de finale opnieuw van HSV met klinkende 6:1 cijfers. In de nationale eindronde versloeg de club SC Union 06 Oberschöneweide met 7:0 en verloor de halve finale na verlengingen van latere kampioen 1. FC Nürnberg.
Het volgende seizoen eindigde St. Pauli opnieuw samen met HSV eerste en verloor ook nu de beslissende wedstrijd om de titel. In de nationale eindronde werd eerst FC Bayern München uitgeschakeld, maar dan verloor de club van 1. FC Kaiserslautern. In 1949/50 werd de club opnnieuw tweede, nu wel met een grote achterstand op HSV. In de nationale eindronde won de club met 4:0 van TuS Neuendorf en verloor dan van SpVgg Fürth. Het jaar erna bedroeg de achterstand op kampioen HSV slechts drie punten. De eindronde werd geherstructureerd en nu in groepsfase gespeeld: in een groep met 1. FC Kaiserslautern, FC Schalke 04 en SpVgg Fürth werd de club gedeeld laatste. In 1951/52 voorbrak VfL Osnabrück de hegemonie van de Hamburgse clubs en werd tweede waardoor St. Pauli voor het eerst sinds het einde van de oorlog de eindronde niet speelde. Na een teleurstellende negende plaats werd de club in 1953/54 opnieuw tweede, achter Hannover 96, maar dit jaar mocht de nummer twee niet naar de eindronde. Na een paar kwakkelseizoenen eindigde de club drie keer op rij op een vierde plaats, maar in 1962/63 werd de club slechts zesde. Hierdoor kon de club zich niet plaatsen voor de nieuwe Bundesliga en ging de club in de Regionalliga spelen.

### Regionalliga
In de Regionalliga Nord behaalde St. Pauli meteen de titel en nam deel aan de eindronde om promotie. In een groep met Borussia VfB Neunkirchen, FC Bayern München en SC Tasmania 1900 Berlin werd de club laatste. Het volgende seizoen werd de club met tien punten achterstand op Holstein Kiel vicekampioen. In 1965/66 volgde een nieuwe titel. In een eindronde groep met Rot-Weiss Essen, 1. FC Saarbrücken en 1. FC Schweinfurt 05 eindigde de club samen met Essen eerste, maar had een slechter doelsaldo. De volgende jaren was de club een subtopper. In 1970/71 werd de club wel weer vicekampioen, maar werd slechts derde in de eindronde. Het volgende seizoen werd opnieuw de titel behaald en werd opnieuw de derde plaats behaald in de eindronde. Ook na een nieuwe titel in 1972/73 kon de club geen promotie afdwingen, deze keer eindigde SC Fortuna Köln voor de club. In 1974 werd de 2. Bundesliga ingevoerd als nieuwe hoogste klasse. Door een vicetitel plaatste St. Pauli zich hier probleemloos voor.

### 1974-2003
Met één punt achterstand op Bayer Uerdingen werd de club derde in het eerste seizoen. Het jaar erna werd de club slechts veertiende, maar in 1976/77 werd de club kampioen. Deze keer moest de club niet langs de eindronde passeren en promoveerde rechtstreeks naar de Bundesliga.
Het eerste seizoen bij de elite viel tegen en met een laatste plaats werden ze meteen terug naar het vagevuur verwezen. Bij de terugkeer in de 2. Bundesliga werd de club zesde, maar verkeerde in dusdanige financiële problemen dat ze geen licentie kreeg voor het volgende seizoen en degradeerde naar de Oberliga Nord. In 1981 werd de club kampioen, maar doordat de 2. Bundesliga werd teruggebracht van twee naar één reeks was er geen promotie mogelijk. Twee jaar later werd de club opnieuw kampioen, maar kon niet promoveren via de eindronde. Het volgend seizoen werd de club tweede, maar omdat de amateuren van Werder Bremen niet mochten promoveren nam St. Pauli deel aan de eindronde en promoveerde zo. Reeds na één seizoen werd de club terug naar de Oberliga verwezen. St. Pauli werd andermaal kampioen en promoveerde via de eindronde.
Deze keer was de terugkeer een succes en St. Pauli eindigde derde waardoor de club nog kans maakte op promotie door testwedstrijden te spelen tegen de nummer zestien uit de Bundesliga, FC 08 Homburg, echter verloor de club. Een jaar later werd de club tweede en kon nu wel promoveren. De tweede poging in de Bundesliga was succesvoller en de club werd tiende. Na nog een dertiende plaats volgde een degradatie in 1990/91. Na enkele jaren in de 2. Bundesliga kon de club in 1995 een nieuwe promotie afdwingen. Nadat degradatie in het eerste seizoen net vermeden werd kon deze niet ontlopen worden in 1996/97.
Na nog eerst vierde te eindigen in de 2. Bundesliga gaat het dan steil bergaf, maar buigt de negatieve spiraal dan om en promoveerde opnieuw in 2000/01, de club sprong in extremis nog over SV Waldhof Mannheim naar de derde plaats. In de Bundesliga kon de club andermaal niet standhouden en het volgende seizoen volgde zelfs een tweede degradatie op rij.

### Geldnood: Retteraktion

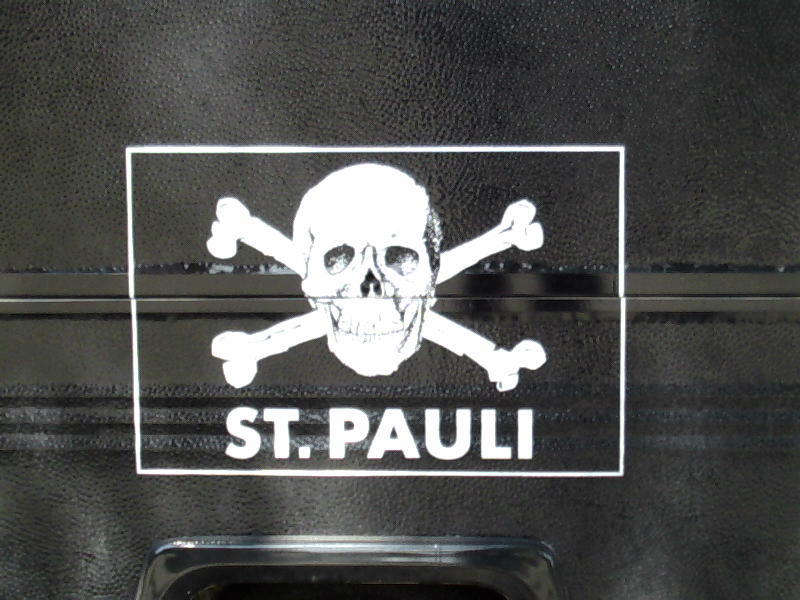
Een typisch gebruik van het Totenkopf-logo van St. Pauli: met sjabloon en spuitbus aangebracht op een auto

De meest recente verschijning in de hogere rangen van het voetbal was een enkele in het seizoen van 2001-2002. Het bracht de club bijna aan het faillissement, zodat de club geld moest verzamelen bij haar sympathisanten: De Retteraktion. De club liet T-shirts printen met het logo van St. Pauli, begeleid door de tekst 'Retter' (redder, helper). Meer dan 140.000 shirts werden verkocht in amper zes weken.
Tot grote sch(r)ik van vriend en vijand werd zelfs een vriendschappelijke wedstrijd tegen Bayern München georganiseerd - een club die zich juist kenmerkt als een van de felste tegenstanders. De wedstrijd bracht de club 270.000 euro op.
Na drie plaatsen in de middenmoot werd de club in 2007 kampioen en keerde terug naar de 2. Bundesliga. In het seizoen 2005/2006 haalde St. Pauli, verrassend  de halve finale van de DFB-Pokal, door o.a. Bundesligaclub Werder Bremen uit te schakelen. In de halve finale bleek Bayern Munchen te sterk.

### 2007-2012
Na twee seizoenen in de 2. Bundesliga stootte de club terug door naar de Bundesliga, maar werd ook nu na één seizoen op de laatste plaats terug naar de 2. Bundesliga verwezen. Hier werd de club in het volgende seizoen vierde doordat het een slechter doelsaldo had dan nummer drie Fortuna Düsseldorf en maakte de club geen aanspraak op promotie.

### De beste van de stad
St. Pauli bleef vervolgens langere tijd in de 2. Bundesliga spelen. In 2024 werd St. Pauli kampioen van de 2. Bundesliga en promoveerde de club weer naar de Bundesliga. Hierdoor gaat St. Pauli voor het eerst sinds het bestaan van de Bundesliga op een hoger niveau spelen dan stadsgenoot Hamburger SV, waardoor het voor het eerst de hoogstspelende club van de stad is. St. Pauli eindigde ook voor het eerst sinds sinds de oprichting van de Bundesliga hoger op de ranglijst dan HSV. Tevens was dit de eerste keer dat de club kampioen werd van de 2. Bundesliga, terwijl deze uit één afdeling bestond.
In de Bundesliga wist St. Pauli zich met een veertiende plaats voor het eerst sinds 1996 te handhaven op het hoogste niveau. 

## Cultstatus
De cultstatus ontstaat pas in het midden van de jaren tachtig als de thuisbasis van St. Pauli, het Millerntor-Stadion, omarmd wordt door de lokale bevolking die zich schaart rond de Reeperbahn, het centrum van het nachtleven. De buurt in Hamburg staat bekend om haar raamprostitutie, gokpaleizen en nachtclubs.
De scene rond St. Pauli ontwikkelt zich verder als linkse activisten zich bij de fanbasis voegen. De wedstrijden in het stadion kenmerken zich door een uitgelaten feestelijke en tolerante sfeer. Het bestuur van FC St. Pauli is het eerste clubbestuur dat zich officieel distantieert van rechts-extremisme en uitingen van nationalisme. Juist op het moment dat de hooligan zich begint te laten zien in het Europese supportersbestaan is het een statement dat agressie en chaos buiten de deur wil houden. St. Pauli manifesteerde zich als een club waar kinderen, ouderen en vrouwen ook welkom waren. De club wordt geroemd om de positivistische houding van spelers en supporters.

## Erelijst
Competitie
- Stadtliga Hamburg, hoogste niveau - kampioen in 1947
- Regionalliga Nord, tweede niveau - kampioen in 1964, 1966, 1972, 1973
- 2. Bundesliga Nord, tweede niveau - kampioen in 1977
- 2. Bundesliga, tweede niveau - kampioen in 2024
- Oberliga Nord, derde niveau - kampioen in 1981, 1983, 1986
- Regionalliga Nord, derde niveau - kampioen in 2007

Beker
- Hamburger Pokal - winnaar in 1986, 2004, 2005, 2006

## Overzichtslijsten
| Niveau | Aantal | Periode (1947-2026)                                                                               |
| ------ | ------ | ------------------------------------------------------------------------------------------------- |
| I      | 26     | 1947-1963, 1977-1978, 1988-1991, 1995-1997, 2001-2002, 2010-2011, 2024-....                       |
| II     | 43     | 1963-1977, 1978-1979, 1984-1985, 1986-1988, 1991-1995, 1998-2001, 2002-2003, 2007-2010, 2011-2024 |
| III    | 10     | 1979-1984, 1985-1986, 2003-2007                                                                   |

### Eindstanden sinds 1964
- 1964 1e
Regionalliga
- 1965 2e
Regionalliga
- 1966 1e
Regionalliga
- 1967 5e
Regionalliga
- 1968 4e
Regionalliga
- 1969 3e
Regionalliga
- 1970 4e
Regionalliga
- 1971 2e
Regionalliga
- 1972 1e
Regionalliga
- 1973 1e
Regionalliga
- 1974 2e
Regionalliga
- 1975 3e
2. Bundesliga
- 1976 14e
2. Bundesliga
- 1977 1e
2. Bundesliga
- 1978 18e
Bundesliga
- 1979 6e
2. Bundesliga
- 1980 10e
Oberliga
- 1981 1e
Oberliga
- 1982 6e
Oberliga
- 1983 1e
Oberliga
- 1984 2e
Oberliga
- 1985 17e
2. Bundesliga
- 1986 1e
Oberliga
- 1987 3e
2. Bundesliga
- 1988 2e
2. Bundesliga
- 1989 10e
Bundesliga
- 1990 13e
Bundesliga
- 1991 16e
Bundesliga
- 1992 4e
2. Bundesliga
- 1993 17e
2. Bundesliga
- 1994 4e
2. Bundesliga
- 1995 2e
2. Bundesliga
- 1996 15e
Bundesliga
- 1997 18e
Bundesliga
- 1998 4e
2. Bundesliga
- 1999 9e
2. Bundesliga
- 2000 13e
2. Bundesliga
- 2001 3e
2. Bundesliga
- 2002 18e
Bundesliga
- 2003 17e
2. Bundesliga
- 2004 8e
Regionalliga
- 2005 7e
Regionalliga
- 2006 6e
Regionalliga
- 2007 1e
Regionalliga
- 2008 10e
2. Bundesliga
- 2009 8e
2. Bundesliga
- 2010 2e
2. Bundesliga
- 2011 18e
Bundesliga
- 2012 4e
2. Bundesliga
- 2013 10e
2. Bundesliga
- 2014 8e
2. Bundesliga
- 2015 15e
2. Bundesliga
- 2016 4e
2. Bundesliga
- 2017 7e
2. Bundesliga
- 2018 12e
2. Bundesliga
- 2019 9e
2. Bundesliga
- 2020 14e
2. Bundesliga
- 2021 10e
2. Bundesliga
- 2022 5e
2. Bundesliga
- 2023 5e
2. Bundesliga
- 2024 1e
2. Bundesliga
- 2025 14e
Bundesliga

- Niveau 1
- Niveau 2
- Niveau 3

| Legenda niveautijdlijn | Legenda niveautijdlijn      | Legenda niveautijdlijn      | Legenda niveautijdlijn      | Legenda niveautijdlijn    | Legenda niveautijdlijn |
| Liga                   | Seizoen 1963/64 t/m 1973/74 | Seizoen 1974/75 t/m 1993/94 | Seizoen 1994/95 t/m 2007/08 | Seizoen 2008/09 tot heden | Opmerking              |
| ---------------------- | --------------------------- | --------------------------- | --------------------------- | ------------------------- | ---------------------- |
| Bundesliga             | Niveau I                    | Niveau I                    | Niveau I                    | Niveau I                  |                        |
| 2. Bundesliga          | --                          | Niveau II                   | Niveau II                   | Niveau II                 |                        |
| 3. Liga                | --                          | --                          | --                          | Niveau III                |                        |
| Regionalliga           | Niveau II                   | --                          | Niveau III                  | Niveau IV                 |                        |
| Oberliga               | --                          | Niveau III *                | Niveau IV                   | Niveau V                  | * vanaf 1978/79        |

### Seizoensresultaten vanaf 1948
| Seizoen | Competitie         | Niveau | Eindstand | DFB Pokal    | Opmerking |
| ------- | ------------------ | ------ | --------- | ------------ | --- |
| 1947/48 | Oberliga Nord      | I      | 2         | --           | play-off om het kampioenschap > Hamburger SV: 1-2; halve finale Duits voetbalkampioenschap > 1. FC Nürnberg: 2-3 n.v.                        |
| 1948/49 | Oberliga Nord      | I      | 2         | --           | play-off om het kampioenschap > Hamburger SV: 3-5; kwartfinale Duits voetbalkampioenschap > 1. FC Kaiserslautern: 1-1 n.v., 1-4.             |
| 1949/50 | Oberliga Nord      | I      | 2         | --           | kwartfinale Duits voetbalkampioenschap > SpVgg Fürth: 1-2.                                                                                   |
| 1950/51 | Oberliga Nord      | I      | 2         | --           | 4e in Groep I Duits voetbalkampioenschap. |
| 1951/52 | Oberliga Nord      | I      | 3         | --           | |
| 1952/53 | Oberliga Nord      | I      | 9         | 8e finale    | < Sportfreunde Hamborn 07: 1-1 n.v., 3-4. |
| 1953/54 | Oberliga Nord      | I      | 2         | --           | Ligatopscorer ex aequo: Werner Heitkamp (21).                                                                                                |
| 1954/55 | Oberliga Nord      | I      | 7         | 8e finale    | < Kickers Offenbach: 0-2. |
| 1955/56 | Oberliga Nord      | I      | 13        | --           | |
| 1956/57 | Oberliga Nord      | I      | 4         | --           | |
| 1957/58 | Oberliga Nord      | I      | 9         | --           | |
| 1958/59 | Oberliga Nord      | I      | 7         | --           | |
| 1959/60 | Oberliga Nord      | I      | 4         | --           | |
| 1960/61 | Oberliga Nord      | I      | 4         | --           | |
| 1961/62 | Oberliga Nord      | I      | 4         | --           | |
| 1962/63 | Oberliga Nord      | I      | 6         | --           | niet geplaatst voor de nieuwe Bundesliga |
| 1963/64 | Regionalliga Nord  | II     | 1         | --           | < 4e in promotiegroep 1 met Borussia VfB Neunkirchen, FC Bayern München en Tasmania 1900 Berlin.                                             |
| 1964/65 | Regionalliga Nord  | II     | 2         | --           | <voorronde > SSV Reutlingen: 1-0, 1-4 n.v.                                                                                                   |
| 1965/66 | Regionalliga Nord  | II     | 1         | kwartfinale  | < 1. FC Nürnberg: 0-1; 2e in promotiegroep 1 met Rot-Weiss Essen, 1. FC Saarbrücken en 1. FC Schweinfurt 05.                                 |
| 1966/67 | Regionalliga Nord  | II     | 5         | --           | |
| 1967/68 | Regionalliga Nord  | II     | 4         | --           | |
| 1968/69 | Regionalliga Nord  | II     | 3         | --           | |
| 1969/70 | Regionalliga Nord  | II     | 4         | --           | |
| 1970/71 | Regionalliga Nord  | II     | 2         | 1e ronde     | < Eintracht Frankfurt: 2-3 n.v.; 3e in promotiegroep 2 met Fortuna Düsseldorf, Borussia VfB Neunkirchen, 1. FC Nürnberg en Wacker 04 Berlin. |
| 1971/72 | Regionalliga Nord  | II     | 1         | 1e ronde     | < Rot-Weiß Oberhausen: 1-1, 1-2; 3e in promotiegroep 2 met Kickers Offenbach, Rot-Weiss Essen, Wacker 04 Berlin en SV Röchling Völklingen.   |
| 1972/73 | Regionalliga Nord  | II     | 1         | 1e ronde     | < Kickers Offenbach: 3-1, 0-3; 2e in promotiegroep 1 met SC Fortuna Köln, 1. FSV Mainz 05, Karlsruher SC en Blau-Weiß 90 Berlin.             |
| 1973/74 | Regionalliga Nord  | II     | 2         | --           | 5e in promotiegroep 2 met Tennis Borussia Berlin, FC Augsburg, Rot-Weiß Oberhausen en Borussia VfB Neunkirchen.                              |
| 1974/75 | 2. Bundesliga Nord | II     | 3         | 3e ronde     | < 1. FC Köln: 1-4 |
| 1975/76 | 2. Bundesliga Nord | II     | 14        | 1e ronde     | < FK Pirmasens: 1-1 n.v., 2-5. |
| 1976/77 | 2. Bundesliga Nord | II     | 1         | 2e ronde     | < Bayer 04 Leverkusen: 1-3 n.v.; Ligatopscorer: Franz Gerber (27).                                                                           |
| 1977/78 | Bundesliga         | I      | 18        | 2e ronde     | < VfL Bochum: 0-3. |
| 1978/79 | 2. Bundesliga Nord | II     | 6         | 2e ronde     | < TuS Neuendorf: 1-2; geen licentie voor 1979/80.                                                                                            |
| 1979/80 | Oberliga Nord      | III    | 10        | 1e ronde     | < TSV 1860 München: 0-5. |
| 1980/81 | Oberliga Nord      | III    | 1         | --           | Finalist Duits amateurvoetbalkampioenschap > 1. FC Köln-amateurs: 0-2.                                                                       |
| 1981/82 | Oberliga Nord      | III    | 6         | 1e ronde     | < 1. FC Bocholt: 1-2 n.v. |
| 1982/83 | Oberliga Nord      | III    | 1         | --           | < 4e in Promotiegroep Noord met Rot-Weiß Oberhausen, SC Charlottenburg en Eintracht Heessen.                                                 |
| 1983/84 | Oberliga Nord      | III    | 2         | --           | < 2e in Promotiegroep Noord met Blau-Weiß 90 Berlin, 1. FC Bocholt, FC Gütersloh en SV Lurup.                                                |
| 1984/85 | 2. Bundesliga      | II     | 17        | --           | |
| 1985/86 | Oberliga Nord      | III    | 1         | 2e ronde     | < SSV Ulm 1846: 2-5; 1e in Promotiegroep Noord met Rot-Weiss Essen, SC Charlottenburg, VfB Oldenburg en ASC Schöppingen.                     |
| 1986/87 | 2. Bundesliga      | II     | 3         | 8e finale    | < Hamburger SV: 0-6; Relegation > FC 08 Homburg: 1-3, 2-1.                                                                                   |
| 1987/88 | 2. Bundesliga      | II     | 2         | 1e ronde     | < Blau-Weiß Berlin: 0-3 n.v. |
| 1988/89 | Bundesliga         | I      | 10        | 1e ronde     | < 1. FC Kaiserslautern: 1-2 |
| 1989/90 | Bundesliga         | I      | 13        | 1e ronde     | < Werder Bremen: 1-2. |
| 1990/91 | Bundesliga         | I      | 16        | 2e ronde     | < Werder Bremen: 0-2; Relegation > Stuttgarter Kickers: 1-1, 1-1, 1-3.                                                                       |
| 1991/92 | 2. Bundesliga-Nord | II     | 4         | 2e ronde     | < Fortuna Dusseldorf: 1-2. |
| 1992/93 | 2. Bundesliga      | II     | 17        | 2e ronde     | < 1. FC Nürnberg: 2-3 n.v.; instroom clubs uit Oost-Duitsland                                                                                |
| 1993/94 | 2. Bundesliga      | II     | 4         | 3e ronde     | < Rot-Weiss Essen: 2-3 n.v. |
| 1994/95 | 2. Bundesliga      | II     | 2         | kwartfinale  | < 1. FC Kaiserslautern: 2-4 |
| 1995/96 | Bundesliga         | I      | 15        | 1e ronde     | < FC 08 Homburg: 1-2 n.v. |
| 1996/97 | Bundesliga         | I      | 18        | kwartfinale  | < Energie Cottbus: 0-0 (4-5 n.s.). |
| 1997/98 | 2. Bundesliga      | II     | 4         | 1e ronde     | < FC Carl Zeiss Jena: 1-1 (2-4 n.s.). |
| 1998/99 | 2. Bundesliga      | II     | 9         | 2e ronde     | < KFC Uerdingen 05: 1-1 (4-5 n.s.). |
| 1999/00 | 2. Bundesliga      | II     | 13        | 3e ronde     | < SSV Ulm 1846: 0-2. |
| 2000/01 | 2. Bundesliga      | II     | 3         | 2e ronde     | < FC Schalke 04: 1-1 (1-3 (n.s.) |
| 2001/02 | Bundesliga         | I      | 18        | 1e ronde     | < SV Darmstadt 98: 1-3 |
| 2002/03 | 2. Bundesliga      | II     | 17        | 2e ronde     | < Werder Bremen: 0-3 |
| 2003/04 | Regionalliga Nord  | III    | 8         | 2e ronde     | < VfB Lübeck: 2-3 n.v. |
| 2004/05 | Regionalliga Nord  | III    | 7         | 1e ronde     | < Energie Cottbus: 1-3. |
| 2005/06 | Regionalliga Nord  | III    | 6         | halve finale | < FC Bayern München: 0-3 |
| 2006/07 | Regionalliga Nord  | III    | 1         | 1e ronde     | < FC Bayern München: 1-2 n.v. |
| 2007/08 | 2. Bundesliga      | II     | 10        | 2e ronde     | < Werder Bremen II: 2-2 (2-4 n.s.). |
| 2008/09 | 2. Bundesliga      | II     | 8         | 1e ronde     | < FC Erzgebirge Aue: 0-0 (4-5 n.s.). |
| 2009/10 | 2. Bundesliga      | II     | 2         | 2e ronde     | < Werder Bremen: 1-2. |
| 2010/11 | Bundesliga         | I      | 18        | 1e ronde     | < Chemnitzer FC: 0-1. |
| 2011/12 | 2. Bundesliga      | II     | 4         | 1e ronde     | < Eintracht Trier: 1-2. |
| 2012/13 | 2. Bundesliga      | II     | 10        | 2e ronde     | < VfB Stuttgart: 0-3 |
| 2013/14 | 2. Bundesliga      | II     | 8         | 1e ronde     | < SC Preußen Münster: 0-1 |
| 2014/15 | 2. Bundesliga      | II     | 15        | 2e ronde     | < Borussia Dortmund: 0-3 |
| 2015/16 | 2. Bundesliga      | II     | 4         | 1e ronde     | < Borussia Mönchengladbach: 1-4 |
| 2016/17 | 2. Bundesliga      | II     | 7         | 2e ronde     | < Hertha BSC: 0-2 |
| 2017/18 | 2. Bundesliga      | II     | 12        | 2e ronde     | < SC Paderborn 07: 1-2 |
| 2018/19 | 2. Bundesliga      | II     | 9         | 1e ronde     | < SV Wehen Wiesbaden: 2-3 n.v. |
| 2019/20 | 2. Bundesliga      | II     | 14        | 2e ronde     | < Eintracht Frankfurt: 1-2 |
| 2020/21 | 2. Bundesliga      | II     | 10        | 1e ronde     | < SV Elversberg: 2-4 |
| 2021/22 | 2. Bundesliga      | II     | 5         | kwartfinale  | < 1. FC Union Berlin: 1-2 |
| 2022/23 | 2. Bundesliga      | II     | 5         | 2e ronde     | < SC Freiburg: 1-2 n.v. |
| 2023/24 | 2. Bundesliga      | II     | 1         | kwartfinale  | < Fortuna Düsseldorf: 2-2 (3-4 n.s.) |
| 2024/25 | Bundesliga         | I      | 14        | 2e ronde     | < RB Leipzig: 2-4 |

## Bekende (oud-)spelers
- Gerald Asamoah
- Junior Hoilett
- Waldemar Sobota
- Willem Hupkes
- Ivan Klasnić
- Max Kruse
- Ján Kocian
- Lasse Sobiech
- John Verhoek
- Henk Veerman
- Justin Hoogma
- Marcel Halstenberg

## Trivia
- St. Pauli heeft de grootste aanhang van vrouwelijke fans. In 2002 werden advertenties van het mannenblad Maxim verwijderd vanwege de seksistische lading van de afbeeldingen.
- Een eerdere voorzitter van de club was Cornelius "Corny" Littmann. Hij was een van de weinigen binnen het voetbalwereldje die openlijk voor zijn homoseksuele geaardheid uitkwam. Na een korte politieke carrière bij Die Grünen werkte Littmann sinds 1982 in het theater.
- Een andere opvallende naam bij deze Hamburgse club is Volker Ippig. Van 1986 tot 1992 stond hij onder de lat bij de club uit Hamburg, waar hij later terugkeerde als keeperstrainer. Voordat Ippig bij FC St. Pauli in dienst trad, woonde hij in het Hafenstraße-complex, een van de bekendere kraakpanden in Hamburg. Daarnaast werkte hij voorafgaand aan zijn voetbalcarrière als vrijwilliger in Nicaragua in dienst van het Sandinistisch Nationaal Bevrijdingsfront. Mede dankzij Ippig heeft St. Pauli veel supporters in de kraakscene.
- De totenkopf is het officieuze symbool van de club. De schedel met de twee beenderen refereren aan de piratenvlag, vanwege de rebelse en bijzondere status die de club heeft in de voetbalwereld.
- Het Millerntor-Stadion was berucht vanwege zijn charmant gammele tribunes en ouderwetse vormgeving. Inmiddels is het stadion veranderd in een gloednieuw stadion met ruim 29.000 plaatsen.
- You'll Never Walk Alone van Gerry & the Pacemakers is een populair lied onder de fans van St. Pauli. Bij de opkomst van de spelers klinkt Hells Bells van AC/DC. Bij een doelpunt schalt Song 2 van Blur door de speakers.
- Op 6 februari 2002 behaalde de club één van haar grootste successen. Het reeds gedegradeerde Sankt Pauli versloeg wereldbekerwinnaar FC Bayern München. Deze wedstrijd leverde de club de naam "Weltpokalsiegerbesieger" op, wat zoveel betekent als "Wereldbekerwinnaaroverwinnaar".
- St. Pauli heeft vele fanclubs in Duitsland, maar ook enkele in het buitenland. In Nederland zijn dat de Braun Weiße Tulpen en St. Pauli NL.
- In België is er FC St Pauli Belgium, deze fanclub heeft een website waar alle artikelen van de officiële site vertaald worden naar het Nederlands[1]
- Supporters van St. Pauli hebben een vriendschapsverband met de supporters van de Schotse voetbalclub Celtic FC uit Glasgow en met SV Babelsberg 03. Bovendien onderhouden ze warme banden met andere linkse voetbalclubs in Europa zoals Ternana Calcio uit Italië en Standard Luik uit België.